# College Park (Georgia)
College Park ist eine Stadt in den Countys Fulton und Clayton im US-Bundesstaat Georgia mit 13.942 Einwohnern (Stand: 2010).

## Geographie
College Park liegt rund fünf Kilometer südlich von Atlanta und ist Teil der Metropolregion Atlanta. Direkt angrenzende Städte sind East Point und Hapeville.

## Geschichte
1890 wurde der Ort unter dem Namen „Manchester“ gegründet. Nachdem sich dort 1895 eine als „Southern Female College“ benannte Hochschule gründete, wurde die Stadt ein Jahr später in „College Station“ umbenannt. Der später unter dem Namen „Cox-Akademie“ bekannten Hochschule war bis 1966 auch eine Militär-Akademie angegliedert. Die Hochschule wurde danach in Woodward Academy umbenannt und ist heute eine der größten privaten Schulen mit Koedukation in den USA.

## Demographische Daten
Laut der Volkszählung von 2010 verteilten sich die damaligen 13.942 Einwohner auf 5.595 bewohnte Haushalte, was einen Schnitt von 2,49 Personen pro Haushalt ergibt. Insgesamt bestehen 7.159 Haushalte.
57,2 % der Haushalte waren Familienhaushalte (bestehend aus verheirateten Paaren mit oder ohne Nachkommen bzw. einem Elternteil mit Nachkomme) mit einer durchschnittlichen Größe von 3,24 Personen. In 36,4 % aller Haushalte lebten Kinder unter 18 Jahren sowie in 13,3 % aller Haushalte Personen mit mindestens 65 Jahren.
31,9 % der Bevölkerung waren jünger als 20 Jahre, 31,9 % waren 20 bis 39 Jahre alt, 25,7 % waren 40 bis 59 Jahre alt und 10,5 % waren mindestens 60 Jahre alt. Das mittlere Alter betrug 31 Jahre. 47,3 % der Bevölkerung waren männlich und 52,7 % weiblich.
13,0 % der Bevölkerung bezeichneten sich als Weiße, 79,4 % als Afroamerikaner, 0,4 % als Indianer und 0,9 % als Asian Americans. 4,2 % gaben die Angehörigkeit zu einer anderen Ethnie und 2,0 % zu mehreren Ethnien an. 6,9 % der Bevölkerung bestand aus Hispanics oder Latinos.
Das durchschnittliche Jahreseinkommen pro Haushalt lag bei 29.087 USD, dabei lebten 35,1 % der Bevölkerung unter der Armutsgrenze.

## Verkehr
College Park wird von den Interstate Highways 85 und 285, vom U.S. Highway 29 sowie von den Georgia State Routes 6, 139, 279 und 314 durchquert.
Der Hartsfield–Jackson Atlanta International Airport befindet sich zum Teil im östlichen Stadtgebiet.

## Kriminalität
Die Kriminalitätsrate lag im Jahr 2010 mit 1123 Punkten (US-Durchschnitt: 266 Punkte) im sehr hohen Bereich. Es gab 10 Morde, 21 Vergewaltigungen, 154 Raubüberfälle, 108 Körperverletzungen, 592 Einbrüche, 1348 Diebstähle, 297 Autodiebstähle und sechs Brandstiftungen.

## Söhne und Töchter der Stadt
- John Chapman (1877–1947), Radrennfahrer, Radsportorganisator und -Funktionär
- Fletcher Thompson (1925–2022), Politiker
- 2 Chainz (* 1977), Rapper
- Pastor Troy (* 1977), Rapper
- Monica (* 1980), R&B-Sängerin und Schauspielerin
- Jewel Peterson (* 1981), Tennisspielerin
- Josh Smith (* 1985), Basketballspieler
- Gani Lawal (* 1988), US-amerikanisch-nigerianischer Basketballspieler
- Jarmere Jenkins (* 1990), Tennisspieler
- Darius Robinson (* 1991), American-Football-Spieler
- OG Maco (1992–2024), Rapper
- Gunna (* 1993), Rapper